# Henrik Schyffert
Per Henrik Schyffert (født 23. februar 1968 i Ronneby) er en svensk komiker, skuespiller, musiker og instruktør. Han er tidligere medlem af komediegruppen Killinggänget og rockbandet Whale.
Schyffert debuterede som filminstruktør med filmen Spring Uje spring (2020), som vandt tre Guldbagge-priser for henholdsvis bedste film, bedste skuespiller og bedste manuskript.

## Privatliv
Schyffert er sambo med komikeren Nour El-Refai, og de fik en søn i 2019. Han var tidligere gift med forfatteren Bea Uusma som han har to børn med.

## Udvalgt filmografi
- I manegen med Glenn Killing (tv-serie, 1992)
- Bert (tv-serie, 1994)
- Bert - den sidste uskyld (1995)
- Vita lögner (tv-serie, 1999)
- Fire nuancer af brun (2004)
- Parlamentet (tv-serie, 2008)
- Allt faller (tv-serie, 2013, også instruktør)
- Jättebästisar (tv-serie, 2014, også instruktør)
- Forbandet (tv-serie, 2016)
- Sølykken (tv-serie, 2018-2023)
- Quicksand - størst af alt (tv-serie, 2019)
- Livstid (tv-serie, 2020)
- Zebrarummet (tv-serie, 2021)